# Kogmania depressa
Kogmania depressa is een pissebed uit de familie Titaniidae. De wetenschappelijke naam van de soort is voor het eerst geldig gepubliceerd in 1932 door Barnard.